# 3 листопада
3 листопада — 307-й день року (308-й у високосні роки) у григоріанському календарі. До кінця року залишається 58 днів.

## Свята і пам'ятні дні

### Національні
- Україна:
  - День ракетних військ і артилерії
  - День інженерних військ
- Домініка: Національне свято Співдружності Домініки. День Незалежності (1978)
- Панама: Національне свято Республіки Панама. День Незалежності (1903)
- Федеративні Штати Мікронезії: Національне свято День Незалежності (1986)
- Об'єднані Арабські Емірати: День прапора.
- США:
  - Національний день домогосподарки.
  - Національний день сендвіча.
- Східний Тимор: День матері.
- Японія: День культури або Бунка-но хі. (文化 の 日)
- Мальдіви: День Перемоги. (1988)
- Еквадор: День Незалежності в Куенці.

### Релігійні
Православ'я:
- Мучеників Акепсима, єпископа, Йосифа, пресвітера, і Аїфала, диякона.
- Оновлення храму великомученика Георгія в Лідді.
- Мучеників Атика, Агапія, Євдоксія, Катерія, Істукарія, Пактовія, Никтополіона та воїнів їх.
- Преподобного Акепсима.
- Преподобної Снандулії.

## Іменини
✙ Православні: Йосип, Георгій.
✝  Католицькі:

## Події
- 1493 — Христофор Колумб відкрив Домініку.
- 1871 — У Центральній Африці знайдена зникла експедиція Девіда Лівінгстона.
- 1888 — Знайдена остання жертва Джека-Різника.
- 1903 — Панама за підтримкою США відокремилася від Колумбії.
- 1903 — нідерландський фізіолог Віллем Ейнтговен розробив електрокардіограф.
- 1905 — Велике князівство Фінляндське отримало автономію в складі Російської імперії.
- 1918 — Угорщина оголосила про своє відділення від Австрії.
- 1918 — Буковинське віче вирішило приєднати Північну Буковину до ЗУНР.
- 1918 — На станції Скороходове (біля Полтави) зустрілися Гетьман України П. Скоропадський і отаман Війська Донського П. Краснов для договору про українсько-донський кордон.
- 1918 — Кільське повстання, почалася Листопадова революція в Німецькій імперії.
- 1927 — У Нью-Йорку під річкою Гудзон відкритий тунель Голланда — перший у світі підводний тунель для транспорту.
- 1937 — У Києві арештований російський революціонер, народний комісар освіти Української РСР Володимир Затонський.
- 1937 — В урочищі Сандармох (Карельська АРСР, Російська РФСР, СРСР) за рішенням окремої трійки Ленінградського обласного управління НКВС СРСР розстріляно 265 в'язнів Соловецької тюрми особливого призначення. У списку «українських буржуазних націоналістів», страчених 3 листопада, Лесь Курбас, Микола Зеров, Микола Куліш, Матвій Яворський, Володимир Чехівський, Валер'ян Підмогильний, Павло Филипович, Валер'ян Поліщук, Григорій Епік, Мирослав Ірчан, Марко Вороний, Михайло Козоріс, Олекса Слісаренко, Михайло Яловий та багато інших представників національної інтелігенції. Загалом в один день розстріляно десятки вчених, літераторів, працівників культури й освіти, діячів мистецтв — цвіту української нації.
- 1941 — вермахт захопив Курськ і Феодосію.
- 1941 — у Бердичеві розстрілом близько 2000 євреїв фактично завершилася ліквідація єврейського населення, яка тривала з липня 1941.
- 1943 — Почалась Битва за Київ.
- 1974 — у Бердянську сержант-прикордонник військ КДБ СРСР під впливом алкогольного сп'яніння захопив бойовий арсенал прикордонної застави та вийшов на вулиці міста де відкрив вогонь з автомата Калашникова по перехожих. Сім громадян було вбито відразу, вісім поранено.
- 1988 — У СРСР дозволене викладання мови іврит.
- 1992 — Президентом США був обраний Білл Клінтон.
- 1995 — Учені Техаського університету уперше виділили ген грудного раку.
- 1996 — В аеропорті Донецька кілери в масках розстріляли народного депутата України, відомого бізнесмена Євгена Щербаня.
- 2007 — Прем'єра в Україні серії «The Farnsworth Parabox» мультсеріалу «Футурама».
- 2020 — президентські вибори у США між кандидатами Джо Байденом та Дональдом Трампом

## Народились
Дивись також Категорія:Народились 3 листопада
- 1500 — Бенвенуто Челліні, італійський скульптор, ювелір, живописець, та музикант епохи Ренесансу.
- 1560 — Аннібале Карраччі, італійський живописець і гравер, представник болонської школи, брат художника Агостіно Карраччі.
- 1801 — Карл Бедекер, німецький видавець, автор перших путівників.
- 1801 — Вінченцо Белліні, італійський композитор
- 1900 — Дасслер Адольф, німецький бізнесмен, засновник фірми «Адідас»
- 1927 — Збіґнєв Цибульський, польський актор (1927—1967)
- 1933 — Джон Баррі, британський композитор, автор музики до «Бондіани»
- 1937 — Йосип Лось, український вчений, доктор політологічних наук, професор і керівник кафедри зарубіжної преси та інформації факультету журналістики Львівського університету імені Івана Франка
- 1946 — Нік Сімпер[en], британський рок-музикант, бас-гітарист першого складу «Deep Purple».
- 1949 — Ларрі Холмс, британський боксер, який відібрав титул чемпіона світу в Мухамеда Алі.
- 1952 — Лесь Подерв'янський, український художник, автор сатиричних п'єс.
- 1957 — Дольф Лундгрен (Ганс Лундгрен), шведський актор.
- 1962 — Андрій Жолдак, український театральний режисер. Лауреат премії ЮНЕСКО (2004), Кавалер ордена «За заслуги» III ступеня (2009).
- 1962 — Ірен Роздобудько, українська письменниця.
- 1967 — Микола Мільчев, український спортсмен, олімпійський чемпіон (2000) в стендовій стрілянині.
- 1969 — Олег Твердохліб, український бігун, рекордсмен України в бігу на 400 м з бар'єрами.
- 1986 — Антонія Томас, британська кіноакторка, відома за роллю в серіалі «Покидьки».

## Померли
Дивись також Категорія:Померли 3 листопада
- 361 — Флавій Юлій Констанцій II, імператор з 337 по 353 роки східної частини, по 361 рік — усієї Римської імперії. Син Костянтина Великого.
- 1793 — Олімпія де Гуж, французька письменниця і журналістка, політичний діяч, феміністка, автор «Декларації прав жінки і громадянки».
- 1885 — Устиянович Микола Леонтійович, український письменник, громадський діяч, священник.
- 1917 — Ґеорґ Тракль, австрійський поет.
- 1929 — Аукруст Олав[en], норвезький поет, автор циклів віршів із містичними й релігійними мотивами (* 1883).
- 1937 — Микола Зеров, Марко Вороний, Борис Пилипенко — українські літератори, розстріляні в радянському концтаборі.
- 1937 — Микола Куліш, український письменник, режисер, драматург, розстріляний в урочищі Сандармох (Карельська АРСР, Російська РФСР).
- 1937 — Лесь Курбас, український режисер, актор, теоретик театру, драматург, публіцист, перекладач, розстріляний в урочищі Сандармох (Карельська АРСР, Російська РФСР).
- 1937 — Марко Вороний, український поет з когорти Розстріляного відродження.
- 1937 — Валер'ян Поліщук, український письменник, поет і прозаїк, літературний критик, публіцист доби розстріляного відродження, страчений в урочищі Сандармох поблизу Медвеж'єгорська (Карельська АРСР, Російська РФСР).
- 1937 — Володимир Чехівський, український політичний і громадський діяч, прем'єр-міністр УНР. Один з фундаторів УАПЦ.
- 1937 — Павло Филипович, український письменник, розстріляний в урочищі Сандармох (Карельська АРСР, Російська РФСР).
- 1949 — Соломон Роберт Ґуґґенгайм, американський меценат єврейського походження, виходець зі Швейцарії, засновник Музею сучасного мистецтва у Нью-Йорку.
- 1954 — Анрі Матісс, французький живописець, графік, майстер декоративного мистецтва.
- 1963 — Борис Костіч, югославський шахіст, міжнародний гросмейстер.
- 1970 — Олексій Берест, радянський офіцер-українець, який установив Прапор на Рейхстазі, рятуючи дівчинку, загинув на залізниці.
- 1986 — Едді Локджо Девіс, американський джазовий музикант (*1921).
- 1999 — Вілен Калюта, український кінооператор, член-кореспондент Академії мистецтв України, президент Гільдії кінооператорів України.
- 2005 — Енне Бурда, німецька видавниця. Засновниця журналу «Burda Moden» (нині «Burda Fashion»).
- 2006 — Поль Моріа, французький композитор, аранжувальник і диригент.